# Sebastian Stoskopff
Sebastian Stoskopff (auch Sebastian Stosskopf; * 13. Juli 1597 in Straßburg; † 10. Februar 1657 in Idstein) war ein elsässischer Maler, der vor allem Stillleben malte.
Seine Arbeiten, die ab 1930 durch den Kunsthistoriker Hans Haug wiederentdeckt wurden, geben Pokale, Becher und vor allem Gläser wider. In der Malerei Stoskopffs ist die Reduktion auf wenige Objekte wiederzuerkennen, die für das frühe französische Stillleben kennzeichnend ist.

## Leben

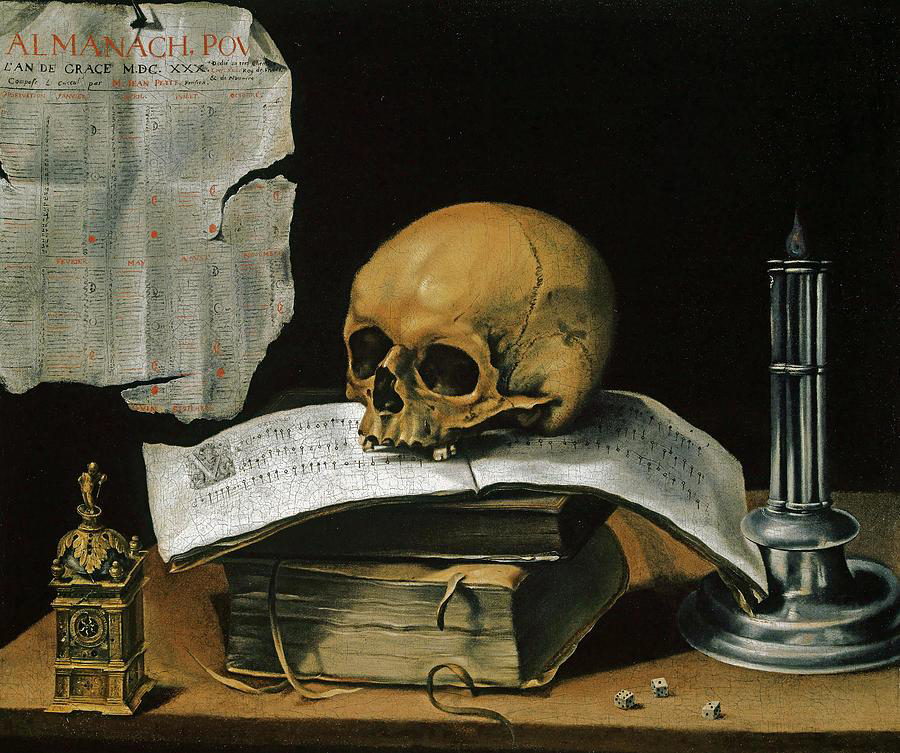
Vanitas-Stillleben, Kunstmuseum Basel (1630)

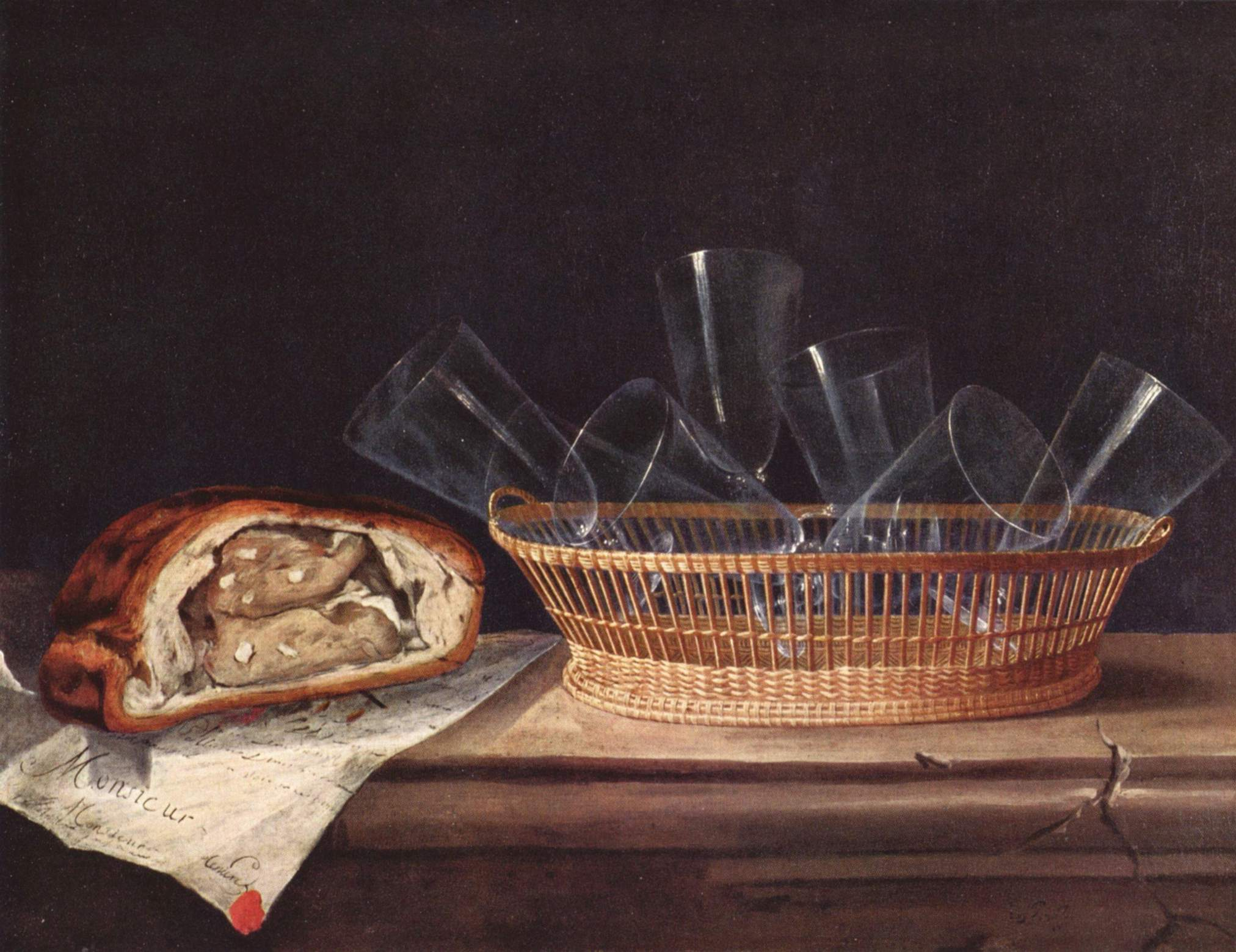
Stillleben mit Gläsern und Pastete, Straßburg, Musée de l’Œuvre Notre-Dame (um 1640)

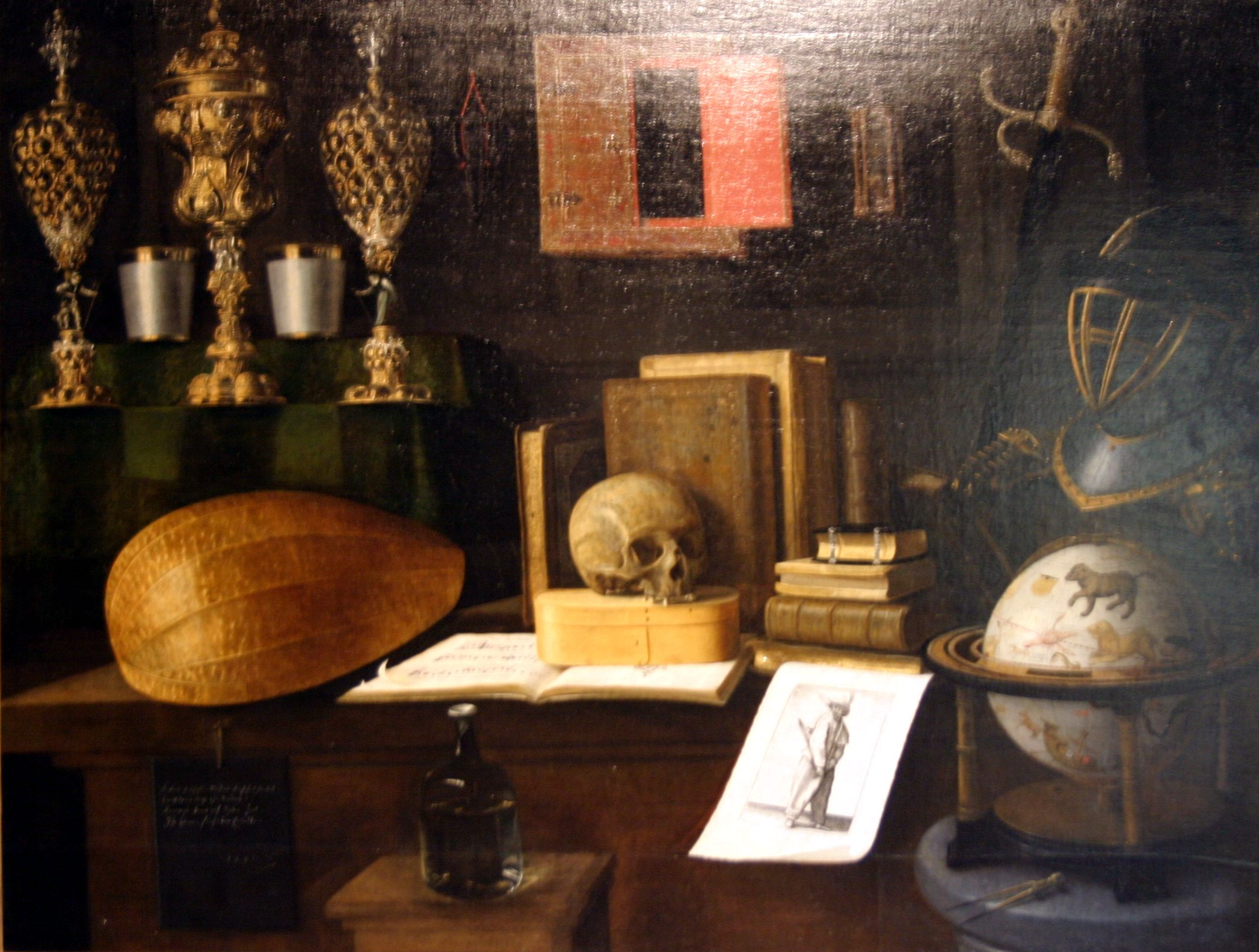
Vanitas, Straßburg, Musée de l’Œuvre Notre-Dame(um 1650)

Sebastian Stoskopffs Vater war seit 1590 im Dienste der Stadt Straßburg als Einspänner angestellt, der in seinen Tätigkeiten als berittener Kurier oder Fürstenbegleiter agierte.
Im Jahre 1614 wandte sich der Vater an den Stadtrat mit einer Bitte um Unterstützung für seinen damals 17-jährigen Sohn. Er wollte, dass sein Sohn das Malerhandwerk erlernen konnte, da Sebastian Stoskopff schon seit seinem 15. Lebensjahr mit äußerst großem Talent zeichnete und malte. Der Rat willigte ein, Unterstützung zu gewähren, und schickte den jungen Künstler wahrscheinlich vorerst zu dem Straßburger Maler und Kupferstecher Friedrich Brentel. Doch bei diesem lernte er nur, seine Zeichenkunst weiter zu verfeinern, und wurde nicht, wie erhofft, in die Kunst der Malerei eingewiesen.
Im Jahre 1615 starb der Vater von Stoskopff und seine verwitwete Mutter wurde beim Straßburger Rat noch einmal vorstellig, um Unterstützung für die Ausbildung bei einem anerkannten Maler zu erbitten. Stoskopff wurde dann nach Hanau zu dem dort tätigen Maler Daniel Soreau geschickt. Anfänglich war dieser wenig begeistert, da er sich sonst seine Lehrlinge aus dem Kreis seiner Verwandten und engen Freunde aussuchte. Letztendlich kam er der Bitte des Rates doch nach und versicherte, er wolle „aus diesem Lehrling einen Albrecht Dürer machen“. Von Daniel Soreau existiert kein einzig gesichertes Bild. Über die künstlerische Vermittlung des Meisters an seine Schüler lassen sich nur Rückschlüsse ziehen über die Werke seiner Söhne, anderer Lehrlinge seiner Werkstatt und über Stoskopffs Werke.
Nach dem Tod Soreaus im Jahre 1619 übernahm Stoskopff seine Werkstatt mit den Lehrlingen sowie seine Funktion als Meister.
Einer der Lehrlinge war Joachim von Sandrart, der später ein erfolgreicher Maler wurde und das erste wichtige Werk zur Kunstgeschichte in deutscher Sprache verfasste: Teutsche Academie der Bau-, Bild- und Mahlerey-Künste. In diesem Werk befinden sich Lebensbeschreibungen früherer und zeitgenössischer Künstler, unter anderem Beschreibungen über die Zeit in Hanau mit seinem Lehrmeister Sebastian Stoskopff.
Nachdem das Gesuch um die Genehmigung einer Niederlassung in Frankfurt am Main gescheitert war, ging Stoskopff nach Paris. Er hielt sich von etwa 1622 bis 1639 dort auf, wie sich anhand von indirekten Berichten und Besitzinventaren von Pariser Bürgern rekonstruieren lässt. Hier entstanden auch seine ersten Werke größeren Formats, wie zum Beispiel Der Sommer oder Der Winter. Auch eine zeitgenössische Mitteilung von Sandrart belegt seinen Aufenthalt in Paris:

„Von dannen [gemeint ist Hanau] verreiste er in Frankreich und hinterließ viele gute Werke; von Pariß zoge er nach Italien (allwo ich ihn zu Venedig Anno 1629 gesehen), hernach wieder zurück nach Pariß und so fürters nach Straßburg […].“

Im Jahre 1639 kehrte Stoskopff nach Straßburg zurück. Die Gründe dafür könnten familiärer Art gewesen sein oder die starke Verschärfung religiöser Gegensätze in Paris. Ein Jahr später trat er in die Zunft zur Steltz bei, zu der auch andere Maler, Kupferstecher und Kunsthandwerker gehörten. Auf den Zunfteintritt folgten mehrere Auseinandersetzungen zwischen dem Künstler und der Zunft, unter anderem weil Stoskopff seine Freiheit als eigenständiger und selbstverantwortlicher Künstler liebte und keine Werkstatt mit Lehrlingen betreiben wollte, wie es sonst üblich war. Er brachte es in Straßburg zu Reichtum und Ansehen und heiratete 1646 die Stieftochter seiner jüngsten Schwester.
Ab 1650 orientierte sich Stoskopff immer mehr nach Idstein, wo er in seiner letzten Schaffensphase bis zu seinem Tod eine enge und gute Beziehung zu dem Grafen Johannes von Nassau und Idstein unterhielt, der dem lutherischen Glauben angehörte und auf der Seite der Protestantischen Union stand. Er war der wichtigste Mäzen Stoskopffs zu dieser Zeit. Joachim von Sandrart war hierbei ein wichtiger Kontaktmann, der die Bilder Stoskopffs an den Grafen vermittelte.
Mit 60 Jahren verstarb Sebastian Stoskopff 1657 in einem Wirtshaus in der Nähe von Idstein. Er soll aufgrund zu hohen Alkoholgenusses verstorben sein. Fast 20 Jahre später wurde im Zuge einer Hexereianklage geklärt, dass Stoskopff von dem damaligen Wirtshausbesitzer und einer Frau aus Geldgier ermordet wurde.
Ob Sebastian Stoskopff ein Vorfahre des elsässer Künstlers Gustave Stoskopf ist, ist nicht belegt.

## Einflüsse
Obwohl Sebastian Stoskopff von Georg Flegel in Sachen Komposition beeinflusst wurde, ist nicht bekannt, ob er Flegel noch zu Lebzeiten gekannt hatte oder er die Werke erst nach Flegels Tod zu Gesicht bekam. Weiterhin scheint der Einfluss „eher sporadisch und nicht von Dauer gewesen zu sein“.